# الإسلام في آسيا

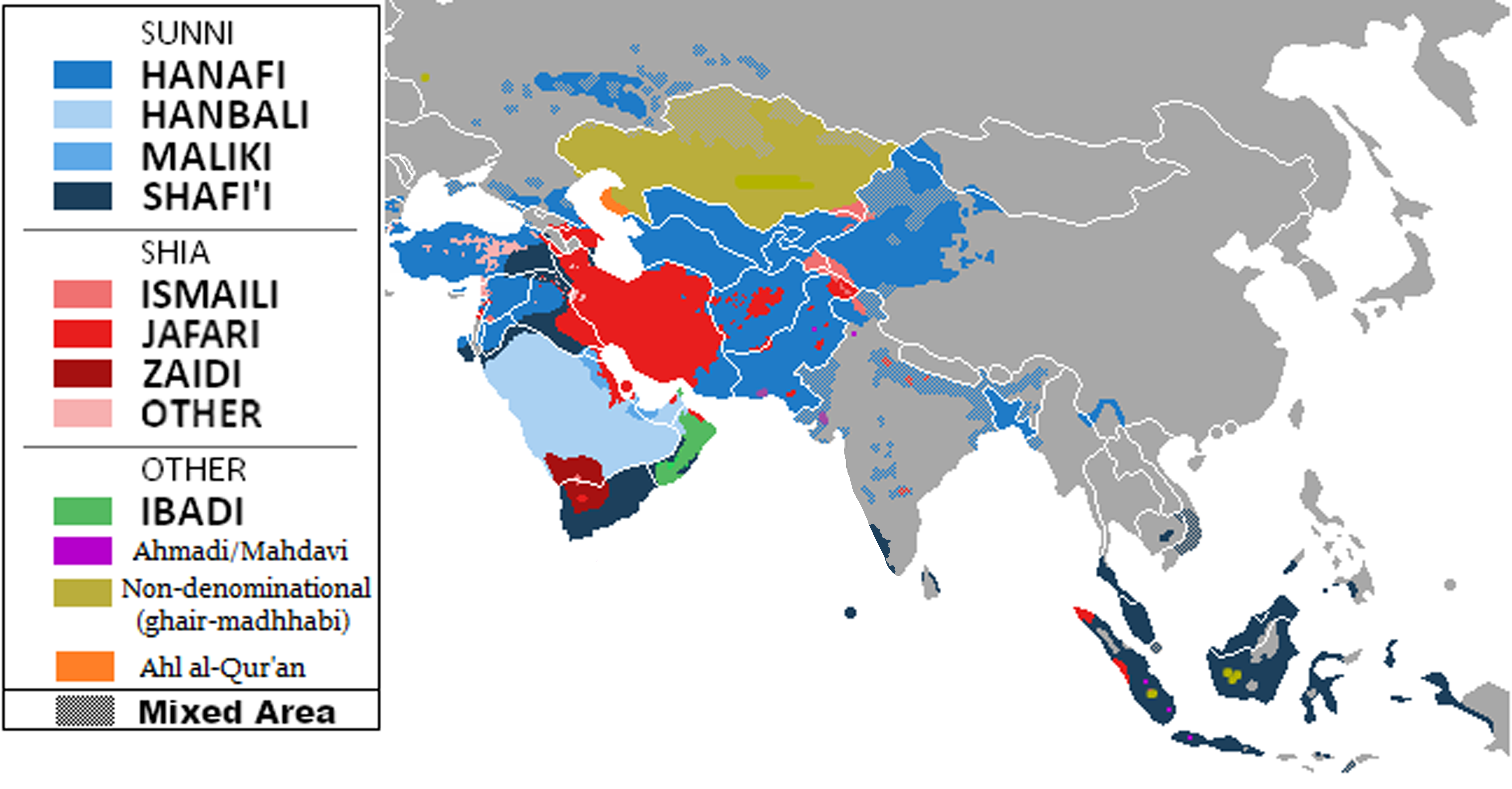
خريطة لأماكن أنتشار الأسلام مبينة بالألوان -عدأ اللون الرمادي - حسب كل مذهب أسلامي.

بدأ الإسلام في القرن السابع في شبه الجزيرة العربية غرب آسيا ومنها انطلقت الدعوة إليه نحو كل العالم. يقال أن الإسلام وصل إلى مانيبور (شمال شرق الهند) سنة 615م عن طريق ساحل شيتاغونغ في عصر التجارة عبر طريق الحرير (برا وبحرا).
كما وصل الإسلام إلى ولاية كيرالا (مليبار)، جنوب الهند بشكل رئيسي عبر الشواطئ حيث وفقا للقصص المحلية وفد العرب مع بعض الصحابة خصوصا مالك بن دينار حيث نشروا هناك دين الإسلام. بنى مالك أول مسجد له سنة 629 في مليبار.

## الوضع الحالي
الإسلام هو حاليا أكبر دين في آسيا (25٪)، يليه الهندوسية. وبلغ العدد الإجمالي للمسلمين في آسيا في عام 2010 كان حوالي مليار نسمة (25٪ من مجموع السكان). آسيا هي موطن لأكبر عدد من المسلمين، مع الشرق الأوسط (غرب / جنوب غرب آسيا)، وآسيا الوسطى وجنوب آسيا وجنوب شرق آسيا كونها مناطق ذات أهمية خاصة. 62٪ من مسلمي العالم يعيشون في آسيا، اندونيسيا وباكستان والهند وبنغلاديش هي الدول الأربع الأولى على قائمة دول العالم المحتضنة للمسلمين. ويمكن ربط انتشار الإسلام خارج شبه الجزيرة العربية بطرق التجارة الواسعة التي ربطت منطقة الشرق الأوسط إلى الصين.

## وصلات خارجية
- تعداد مسلمي العالم حسب الدكتور حسين الكتاني.